# Jaja (Insel)
Jaja (russisch Яя, mit der Betonung auf der zweiten Silbe) ist eine der Ljachow-Inseln der Neusibirischen Inseln in der Laptewsee.
Die Insel ist sehr flach und reicht bei mittlerem Wasserstand weniger als einen Meter über das Meeresniveau hinaus. Bei einer Länge von 368 m und einer Breite von 124 m ist sie 3,8 ha groß. Die aus Sand und Eis bestehende Insel ist nach Ansicht von Alexander Gukow, dem Direktor des Staatlichen Naturreservats Ust-Lenski, in der Mitte des 20. Jahrhunderts entstanden, nachdem andere lange bekannte Inseln in diesem Bereich der Laptewsee – wie die Wassiljewski- und die Semjonowski-Insel – verschwunden waren.
Jaja wurde im September 2013 von den Besatzungen zweier Militärhubschraubern Mi-26 auf dem Weg von Tiksi zur Insel Kotelny entdeckt. Ihr Name soll so entstanden sein, dass auf die an die Entdecker gerichtete Frage, wer die Insel als Erster gesehen habe, alle „Ich, ich!“ (russisch: Ja, ja!) gerufen hätten. Am 23. September 2014 erfolgte die Erste Anlandung durch Besatzungsmitglieder des Forschungsschiffs Admiral Wladimirski.